# Sesamum rigidum
Sesamum rigidum är en sesamväxtart. Sesamum rigidum ingår i släktet sesamer, och familjen sesamväxter.

## Underarter
Arten delas in i följande underarter:
- S. r. merenskyanum
- S. r. rigidum

## Bildgalleri

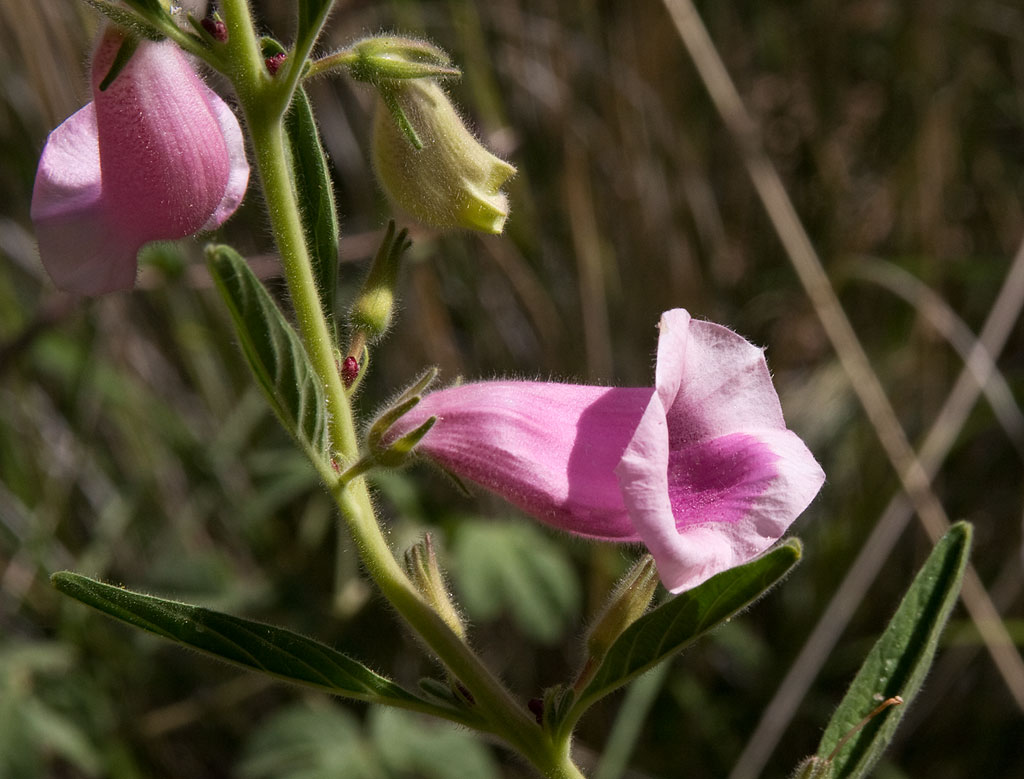
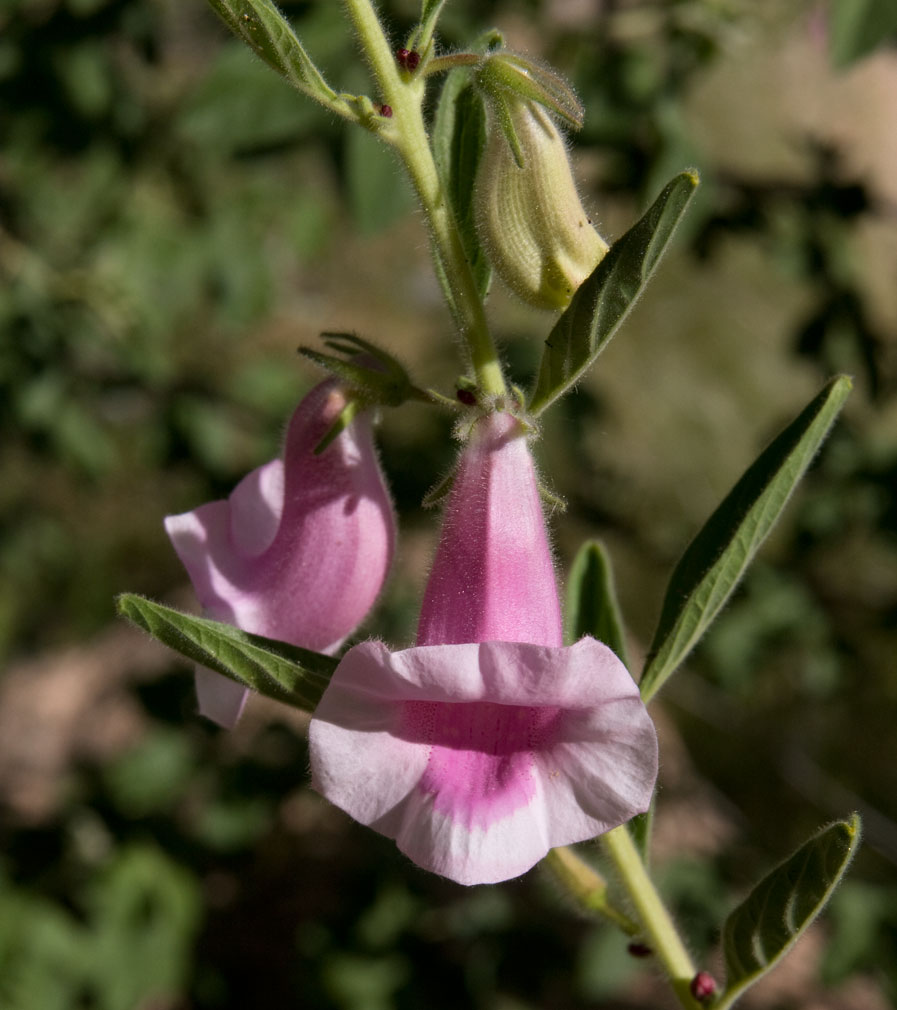